# Gespleten ergativiteit
Gespleten ergativiteit is het verschijnsel dat de argumenten van een transitief werkwoord nu eens in de combinatie nominatief met accusatief en dan weer in de combinatie ergatief met absolutief voorkomen. In feite is dit dus gedeeltelijke in plaats van volledige ergativiteit.
Gespleten ergativiteit komt overigens veruit het meeste voor; in feite bestaat volledige ergativiteit in talen niet of nauwelijks.

## Beschrijving
In de taaltypologie kunnen talen bijvoorbeeld worden ingedeeld op basis van de manier waarop de argumenten van transitieve van die van niet-transitieve werkwoorden worden onderscheiden. De drie hoofdindelingen zijn in dit geval:
- talen met het nominatief-accusatief systeem: nominatief/accusatief
- talen met het ergatieve systeem: ergatief/absolutief
- talen met het actief/passief-systeem

De bijbehorende syntactische relaties kunnen op allerlei manieren worden uitgedrukt, bijvoorbeeld door middel van werkwoordsvormen zoals tempus en wijs, affixen (in synthetische talen), adposities en intonatie (in analytische talen), of eventueel bepaalde combinaties hiervan. In talen met een gespleten ergativiteit worden afhankelijk van de precieze context verschillende constructies toegepast. Hierbij spelen uiteenlopende factoren een rol, bijvoorbeeld:
- In het Dyirbal wordt bij alle naamwoorden de combinatie ergatief-absolutief gehanteerd, behalve bij de voornaamwoorden van de eerste en tweede persoon; deze hebben de combinatie nominatief-accusatief.
- In Indo-Iraanse talen wordt bij werkwoorden in de perfectieve vorm de ergatief toegepast en bij imperfectieve werkwoordsvormen de accusatief.
- In actief-statieve talen (zoals het Sioux) worden argumenten van actieve werkwoorden gemarkeerd volgens de nominatief-accusatief constructie, terwijl bij statieve werkwoorden de ergatief-absolutief-constructie wordt toegepast.
- De constructies kunnen ook verschillend zijn in hoofd- en bijzinnen.

## Voorbeeld
Het volgende voorbeeld is uit het Hindi-Urdu. De ergatief wordt gebruikt bij actieve transitieve werkwoorden in de perfectieve vorm. Bij andere aspecten staat het onderwerp in de nominatief:
लड़का किताब ख़रीदता है
laṛka kitāb xarīdtā hai
jongen.NOMINATIEF boek.NOMINATIEF.kopen.GEWOONTE.zijn.TEGENWOORDIGE TIJD ¹
"De jongen koopt een boek."
लड़के-ने किताब ख़रीदी
laṛke-ne kitāb xarīdī
jongen.-ERGATIEF boek.NOMINATIEF.kopen.PERFECTIEF. ¹
"De jongen kocht een boek."